# Savigny-sur-Braye
Savigny-sur-Braye ist eine französische Gemeinde mit 1960 Einwohnern (Stand: 1. Januar 2022) im Département Loir-et-Cher in der Region Centre-Val de Loire; sie gehört zum Arrondissement Vendôme und zum Kanton Le Perche. Die Einwohner werden Savignards genannt.

## Geographie
Die Gemeinde Savigny-sur-Braye liegt an der Grenze zum Département Sarthe am Fluss Braye, 23 Kilometer nordwestlich von Vendôme und etwa 40 Kilometer ostsüdöstlich von Le Mans. Umgeben wird Savigny-sur-Braye von den Nachbargemeinden Marolles-lès-Saint-Calais und Sargé-sur-Braye im Norden, Épuisay im Nordosten, Mazangé und Fortan im Osten und Südosten, Lunay im Südosten, Fontaine-les-Coteaux und Cellé im Süden, La Chapelle-Huon im Südwesten, Saint-Gervais-de-Vic im Westen sowie Saint-Calais im Nordwesten.

## Bevölkerungsentwicklung
| Jahr                       | 1962 | 1968 | 1975 | 1982 | 1990 | 1999 | 2006 | 2013 | 2022 |
| -------------------------- | ---- | ---- | ---- | ---- | ---- | ---- | ---- | ---- | ---- |
| Einwohner                  | 2282 | 2349 | 2212 | 2015 | 2043 | 2203 | 2196 | 2103 | 1960 |
| Quellen: Cassini und INSEE |      |      |      |      |      |      |      |      |      |

## Sehenswürdigkeiten

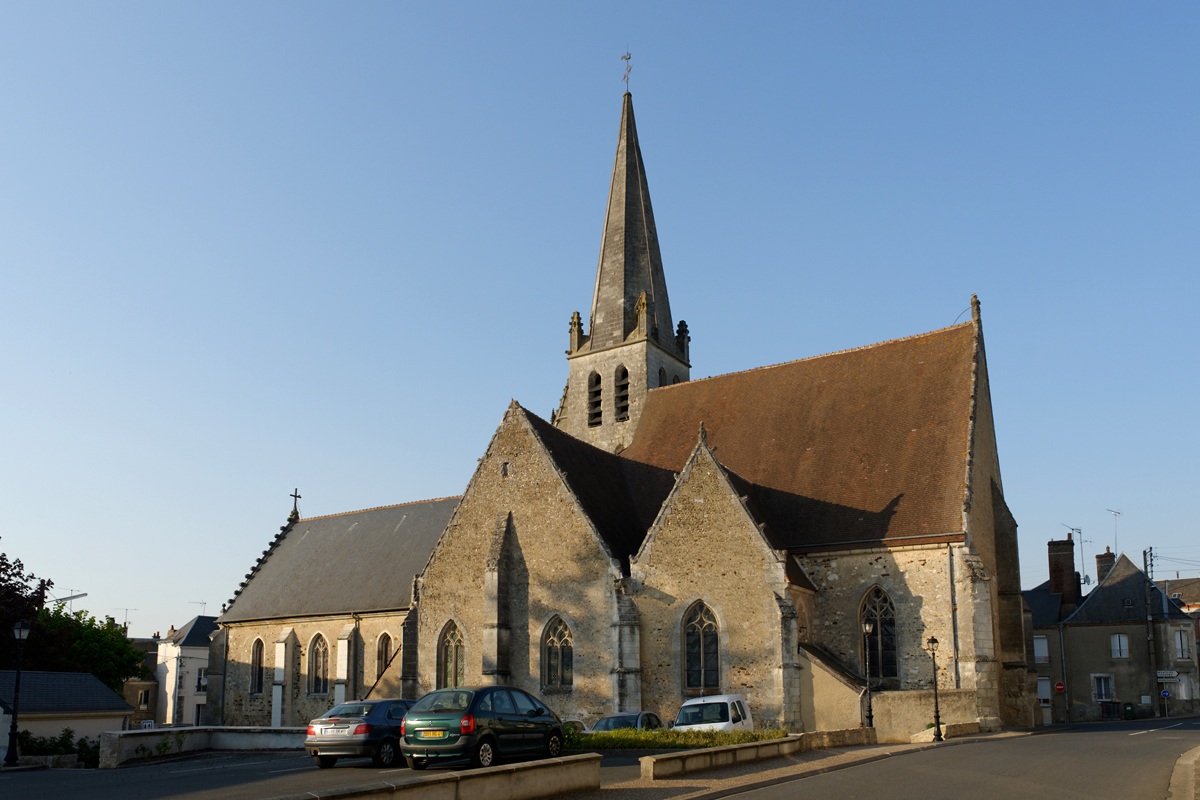
Kirche Saint-Pierre
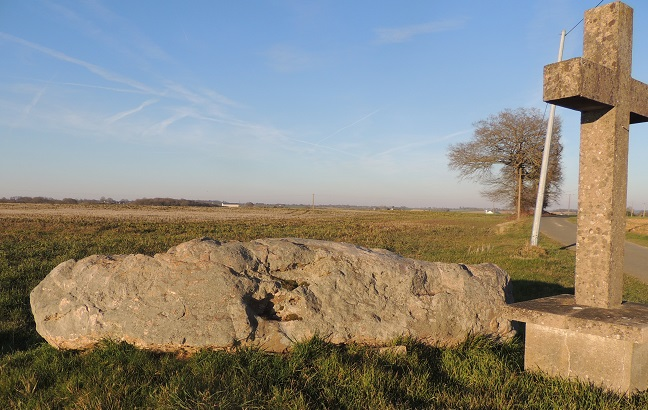
Menhir de Coullieu nordwestlich des Ortes
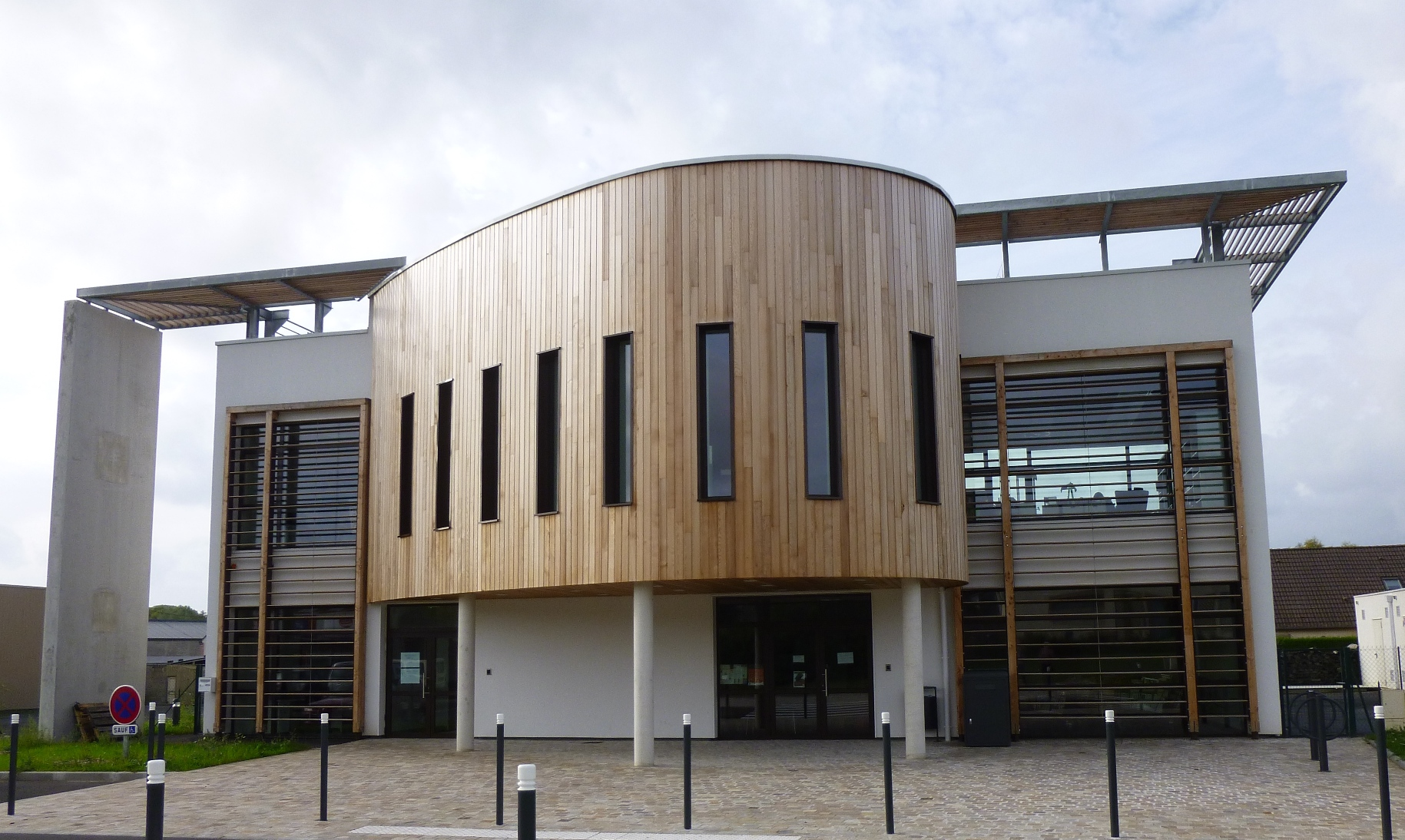
Mediathek

- Schloss Les Pâtis
- Schloss Glatigny
- Schloss Frétay
- Schloss Le Châtelier
- Wasserturm

- Kirche Saint-Pierre
- Menhir de Coullieu
- Mediathek

## Persönlichkeiten
- Henri Costilhes (1916–1995), Diplomat, Bürgermeister von Savigny-sur-Braye
- Jeanne Rij-Rousseau (1870–1956), Malerin